# Rugosana manua
Rugosana manua är en insektsart som beskrevs av Delong 1942. Rugosana manua ingår i släktet Rugosana och familjen dvärgstritar. Inga underarter finns listade i Catalogue of Life.